# Berzdorfer See
Der Berzdorfer See befindet sich an der südlichen Stadtgrenze von Görlitz in der Oberlausitz.
Er besteht aus dem von 2002 bis Anfang 2013 gefluteten Restloch des ehemaligen Braunkohletagebaus Berzdorf. Mit seinem Volumen von etwa 330 Mio. Kubikmetern und einer Wassertiefe von max. 72 Metern auf einer Fläche von 960 Hektar ist er einer der größten Seen in Sachsen.

## Geographie

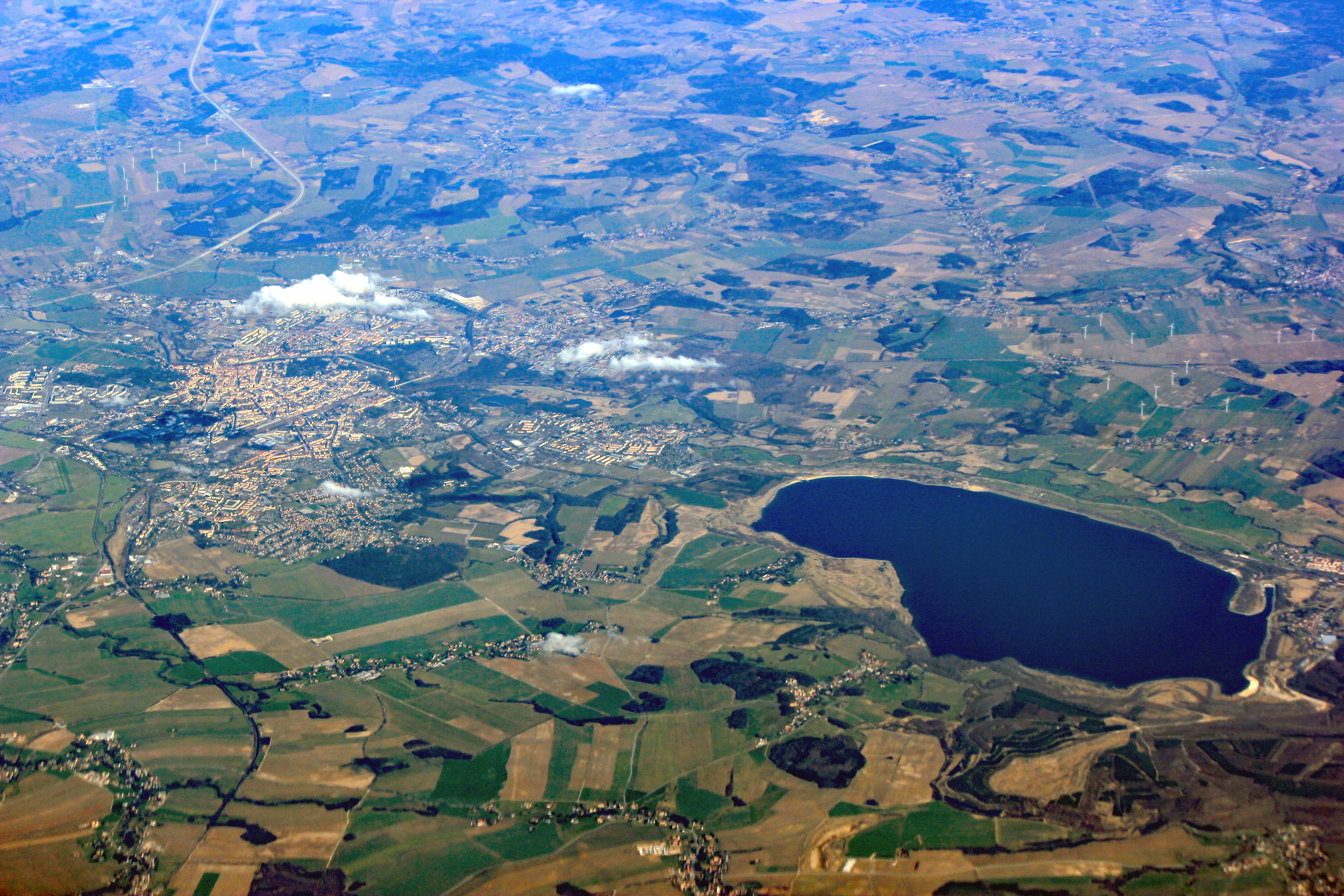
Luftbild des Sees mit Görlitz (links)

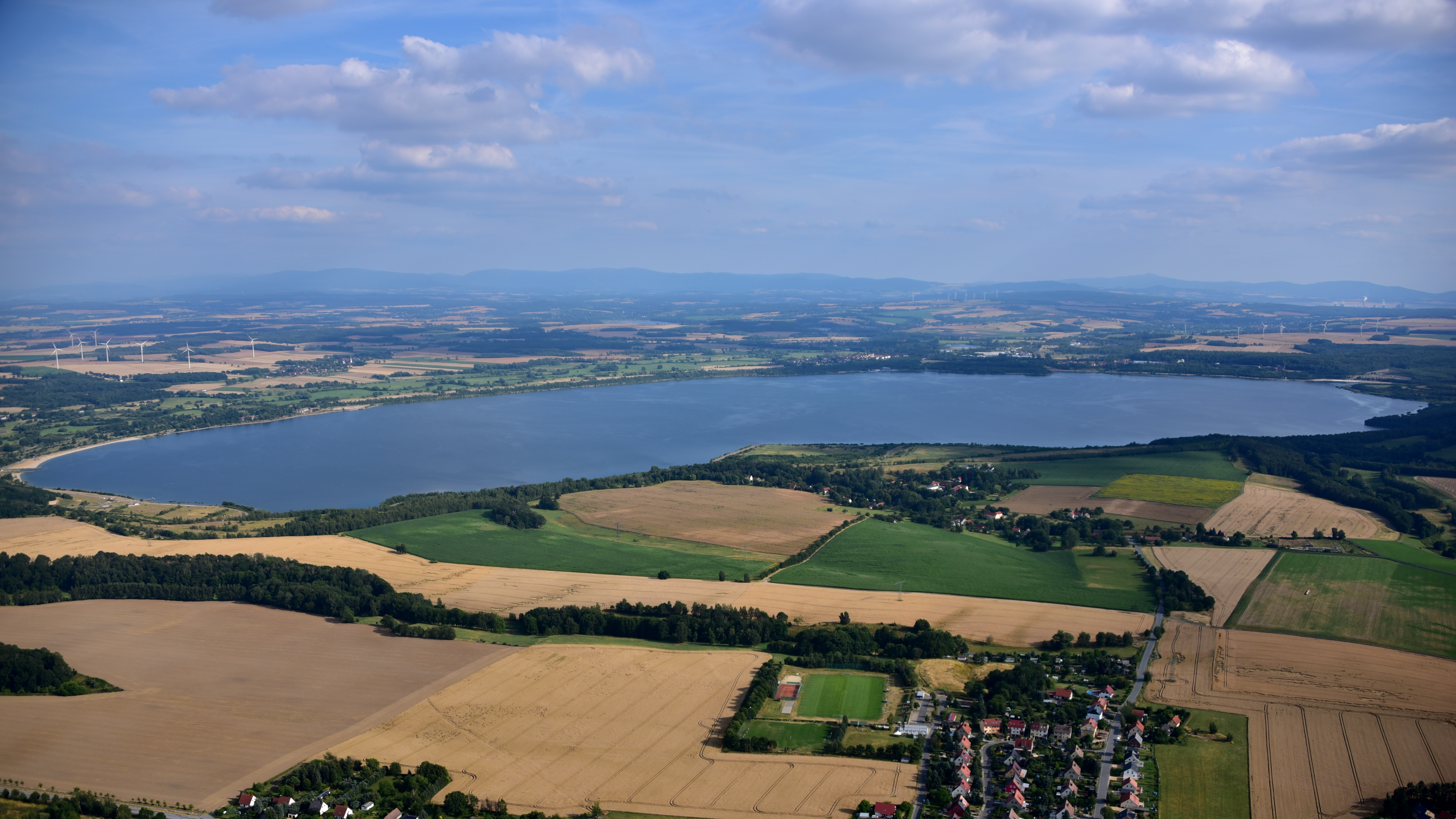
Berzdorfer See, Luftaufnahme (2019)

Der Berzdorfer See liegt mit etwa fünf Kilometern Länge und zwei Kilometer Breite an der südlichen Grenze der Stadt Görlitz in der Östlichen Oberlausitz. Die Görlitzer Ortsteile Hagenwerder, Klein Neundorf und Tauchritz sowie die Gemeinden Markersdorf und Schönau-Berzdorf auf dem Eigen grenzen an den ehemaligen Tagebau. Der Seewasserstand liegt auf 186 m ü. NHN.

## Freizeitangebote
Das Regierungspräsidium Dresden hat einer saisonalen Nutzung des Tagebaurestgewässers mit Einschränkungen zugestimmt, seit August 2007 kann daher auf dem Berzdorfer See gesegelt werden. Der Zugang für Segler erfolgt über den Hafen Tauchritz und über die Slipbahn am Segelstützpunkt Blaue Lagune.

## Geschichte

### Geschichte des Tagebaus
Die Lagerstätte ist ein tektonischer Lagerstättentyp. Das Becken ist ein tektonisch nordost-südwest gerichteter Graben, der an den Rändern durch zahlreiche Störungen mit unterschiedlichen Streichrichtungen begrenzt wird. Die Lagerstätte wurde im Pleistozän stark durch das Gletschereis beansprucht, was Auswirkungen auf die geomorphologischen und geologischen Eigenschaften des Beckens hatte.
Das Berzdorfer Kohleflöz weist auf deutscher Seite eine durchschnittliche Mächtigkeit von 80 Metern auf und hat eine Ausdehnung von etwa drei mal acht Kilometern. Im Vergleich dazu besitzen die Flöze der Niederlausitz eine Mächtigkeit von zehn Metern auf etwa hundert Kilometern Länge.
Um das Jahr 1835 begann südlich von Görlitz am Standort der ehemaligen Ortslage Berzdorf der Abbau von Braunkohle, damals noch in Schächten unter Tage. 1919 wurde auf Tagebau umgestellt. Im Jahr 1927 wurde der Tagebau aus Gründen der Rentabilität geflutet. Nach Ende des Zweiten Weltkriegs im Jahr 1946 erfuhr der Tagebau eine Reaktivierung. Der Grundwassersee wurde trockengelegt und der Braunkohleabbau im Dreischichtsystem stark vorangetrieben.
Im Jahr 1958 wurde zur Nutzung der Braunkohle vor Ort das Kraftwerk Hagenwerder I in Betrieb genommen. Der Flächenbedarf für den Tagebau war groß: 1962 bis 1965 wurde der Ort Berzdorf nach Schönau-Berzdorf umgesiedelt. 1963 erfolgte bereits die Inbetriebnahme des Werks II, Werk III folgte 1970 (erster Spatenstich, Inbetriebnahme 1974/1975). So entwickelte sich der Tagebau zum Großtagebau, wobei Fördermengen von bis zu 7 Millionen Tonnen Braunkohle pro Jahr erreicht wurden. Technologisch löste der Förderbandbetrieb den aufwändigen Zugbetrieb ab und moderne Großbagger förderten bis zu 50.000 Tonnen Kohle pro Tag. Der Tagebau war während des Förderhöhepunkts in den 1980er Jahren Arbeitsplatz von rund 7.000 Menschen. 1988 musste auch der Ort Deutsch-Ossig dem Kohleabbau weichen.
Nach über 150 Jahren Braunkohleabbau wurde im Dezember 1997 die Kohleförderung eingestellt.
Es verblieb eine förderbare Braunkohlemenge von 60 Millionen Tonnen. Die Menge hätte in den veranschlagten 10 bis 15 Jahren eine Umrüstung des Kraftwerkes auf Entschwefelungstechnik notwendig gemacht. Dies wäre wirtschaftlich nicht tragbar gewesen.
Als technisches Denkmal dieser Zeit kann der Bagger 1452 besichtigt werden.

### Entwicklung zum Naherholungsgebiet

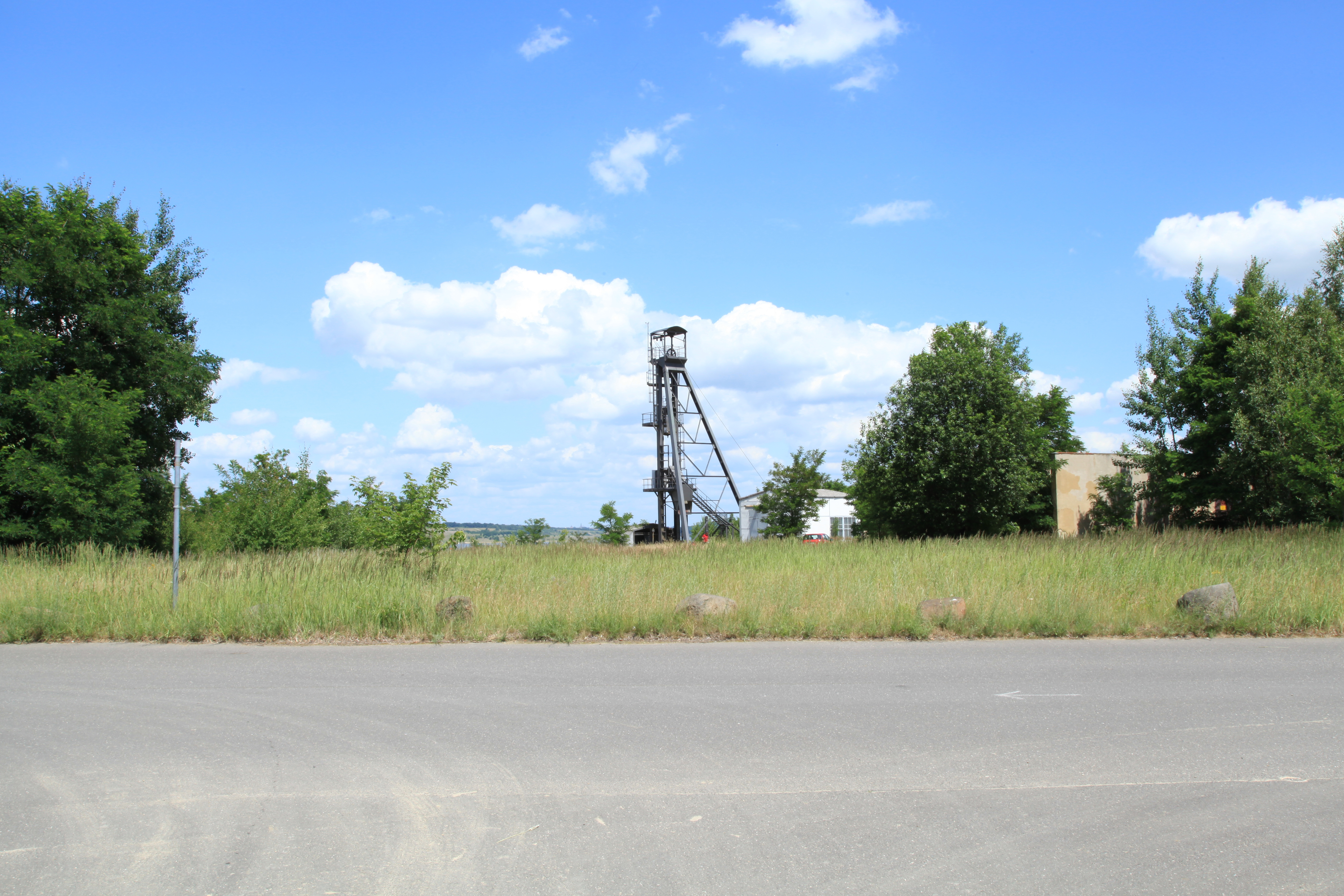
Verbliebener Förderturm am Seeufer

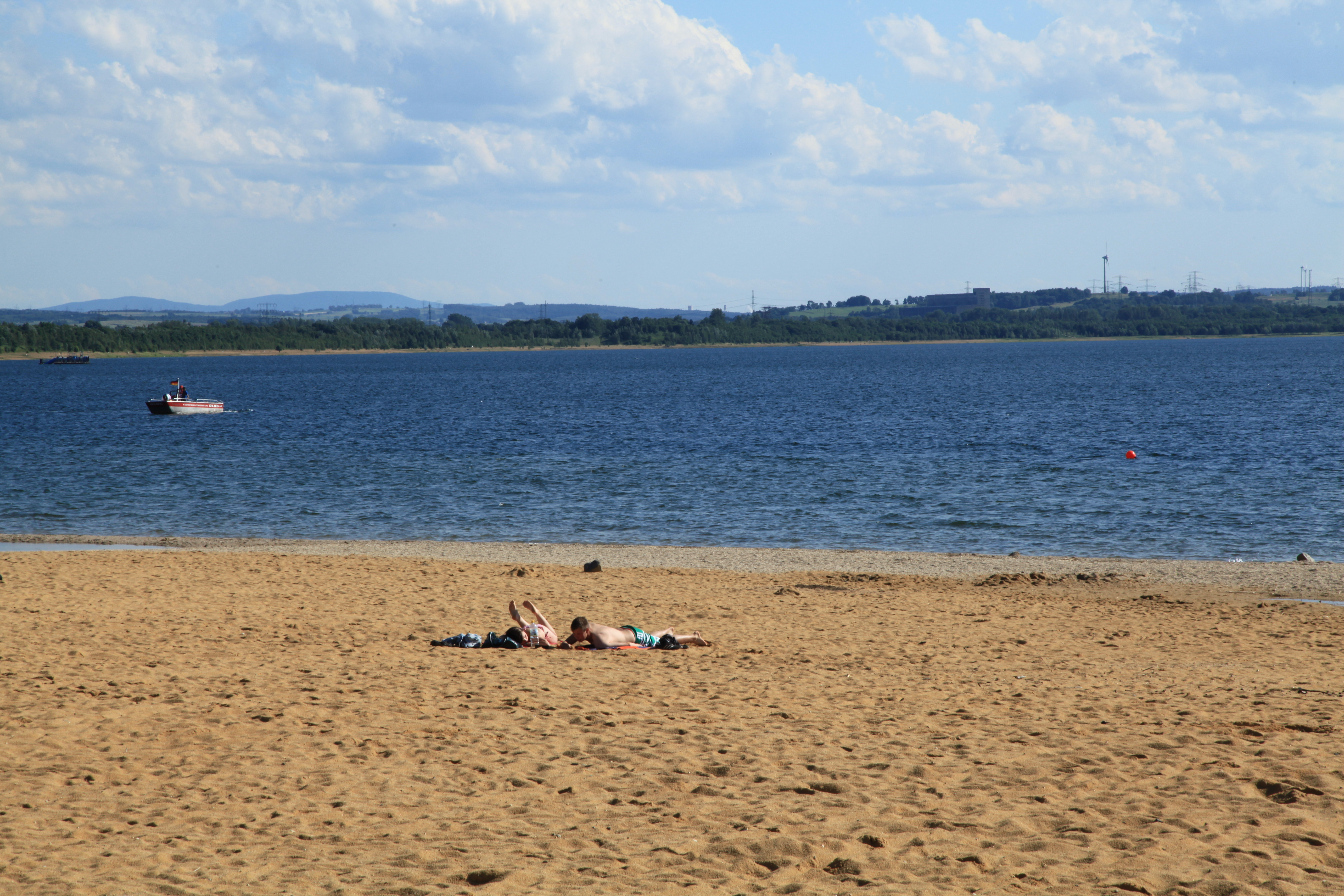
Badestrand am See

Durch die Lausitzer und Mitteldeutsche Bergbau-Verwaltungsgesellschaft wurde die Bergbaufolgelandschaft in ein Naherholungsgebiet umgestaltet. Im Jahr 2002 wurde mit dem Fluten des Tagebaulochs mit Wasser aus der Pließnitz begonnen. Das Fluten aus der Neiße mit einer einen Kilometer langen Überleitung durch zwei 1,6 Meter dicke Rohre begann am 18. Februar 2004. Der maximale Durchfluss betrug 10 Kubikmeter pro Sekunde. Abzweigwasser aus der Neiße kann ab einem Mindestdurchfluss der Neiße von 13,3 Kubikmetern pro Sekunde entnommen werden.
Im Jahr 2010 war der See etwa halbvoll, als am 7. August bei starken Regenfällen der Damm an der Witka durchbrach. „Mit einem Schlag war der See voll“, wie Bürgermeister Siegfried Deinege im August 2017 zurückblickte. Am 6. Februar 2013 teilte die LMBV mit, dass das Flutungsziel des Berzdorfer Sees (186 m NHN) erreicht wurde. Als Bewirtschaftungs-Wasserstand gilt der Pegel von 186,2 m üb. NHN.
Der See dient, wie viele andere ehemalige Tagebaurestlöcher, neben der optischen Landschaftsgestaltung der Freizeitnutzung. Im Süden wurde ein Bootshafen mit einer 150 Meter langen Kaimauer angelegt.
An dem 18 Kilometer langen Seeuferweg gibt es mehrere Aussichtspunkte mit Informationstafeln, unter anderem bei Deutsch-Ossig und bei Klein Neundorf.
Die Badebereiche an der sogenannten Blauen Lagune an der Südseite sowie an der Ostseite bei Hagenwerder wurden 2010 freigegeben. Der Badestrand am nördlichen Ufer (Nordost-Strand) ist seit Ende 2018 zugänglich. Ein Wohnmobilstandplatz im Norden, ein Campingplatz im südlichen Bereich des Sees sowie diverse Restaurationen und Unterkünfte entlang der Ufer runden das touristische Angebot ab.
Im Jahr 2008 wurde am Westufer auf der Neuberzdorfer Höhe der über zwanzig Meter hohe Aussichtsturm Neuberzdorfer Höhe fertiggestellt.
Die Schiffbarkeit wurde durch die Landesdirektion Sachsen ab dem 12. September 2022 erklärt, womit der See für Motorboote und Fahrgastschiffe zwischen April und Oktober tagsüber freigegeben ist. Zwei Sperrbereiche am Westufer dürfen gar nicht befahren werden. Kitesurfen, Wasserski und Amphibienfahrzeuge bleiben generell verboten. Nachdem eine Einigung mit der LMBV erfolgt war, konnte die Schiffbarkeit im März 2023 in Kraft treten. Anfang August 2023 wurde das zweite, ein 1969 gebautes und in den Monaten zuvor saniertes und auf Elektroantrieb umgebautes, Fahrgastschiff angeliefert und im Hafen Tauchritz zu Wasser gelassen.

## Fauna
Der Berzdorfer See beherbergt beispielsweise die mitteleuropäischen Fischarten Barsch, Brassen, Große und kleine Maräne, Hecht, Regenbogenforelle, Rotauge, Rotfeder, Schleie, Ukelei und Zander.